# Careproctus rastrinus
Careproctus rastrinus är en fiskart som beskrevs av Gilbert och Burke 1912. Careproctus rastrinus ingår i släktet Careproctus och familjen Liparidae. Inga underarter finns listade.